# Præstens Urskov
Præstens urskov, Kaslund, Karlslund eller Kavslunde Præstegårdsskov er en lille fredet skov ved Døllefjelde på Lolland. Skoven ligger hen i uplejet tilstand, og der er nogen tvivl om grunden til den nuværende tilstand. 
Lunden blev fredet i 1924 fordi den blev betragtet som en uberørt rest af en oprindelig egeskov. Senere undsøgelser, der inddrog tidlige kilder og kortmateriale fra 1700-tallet viser dog, at området nok snarere er et tidligere overdrevsområde, der er sprunget i skov, dvs. et område der har været afgræsset af kreaturer, men senere er blevet indhegnet og er blevet drevet som ”løveng” og stævningsskov. En løveng var en samling træer, der blev beskåret for at de unge grene kunne tjene som foder for køer, og en stævningsskov var et område, der tilsvarende blev høstet, for at nye og ligedannede grene kunne benyttes som gærdemateriale, til at flette kurve af eller som tøndebånd. Fredningen i 1924, en af de tidligste, blev altså tilsyneladende gennemført på et forkert grundlag.[kilde mangler]
Lunden tilhører præsteembedet i Døllefjelde. I 1850 var der 250 tdr. land (= 137,9 ha) jord til præsteembedet i Døllefjelde, men i dag er der kun 25 ha tilbage, heraf 13 ha skov. Landbrugsjorden er forpagtet ud. Den nordlige skov, "Vesterskov", drives forstmæssigt mens "Karlslund" ligger hen som et lille stykke "lollandsk jungle".

## Galleri
- flerstammede hasler
- overstander/egetræ
- stærkt nedbrudte døde stammer i skovbunden